# هیپودامیا (همسر پلوپس)
هیپودامیا (به یونانی: Ἱπποδάμεια) در اسطوره‌های یونان، همسر پلوپس و دختر اوینومائوس است.
پدرش شرط ازدواج با او را پیروزی در مسابقه ارابه‌رانی قرار داد. بسیاری در این راه جان باختند.  سرانجام پلوپس به کمک ارابه طلایی و اسب‌های بالداری که از پوسیدون گرفته بود، پیروز شد و با وی ازدواج کرد.